# Butikszálloda

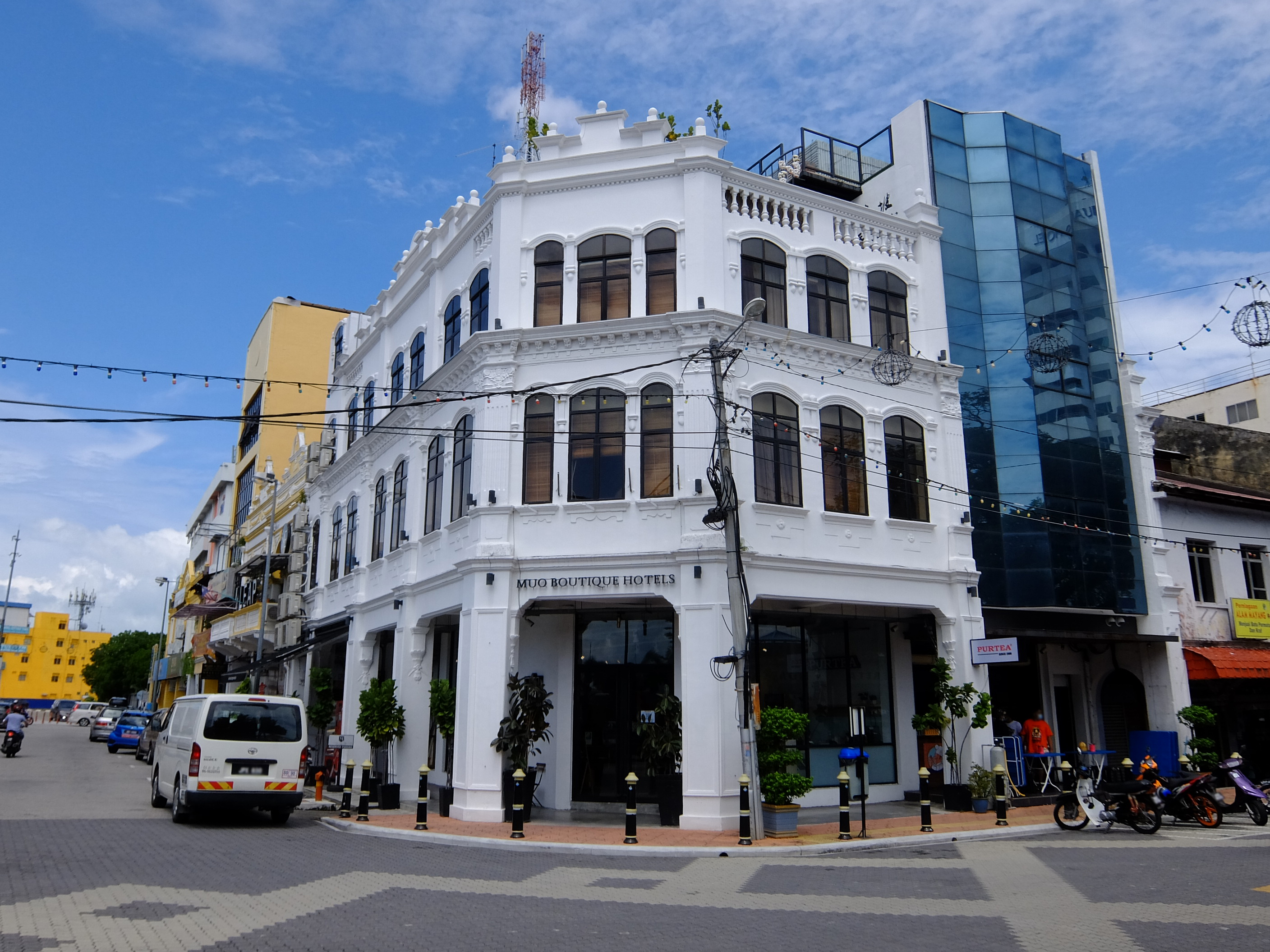
butikhotelek

A butikszálloda vagy butikhotel kis méretű, egyedi stílusú, a vendégek igényeire kiemelt figyelmet fordító, jól megközelíthető belvárosi szálloda.

## A butikhotelek eredete
Az első butikszállodák megjelenése az 1980-as évek elejére tehető. A világ első két ilyen szállodája 1981-ben nyitotta meg kapuit. A Blakes Hotel London Dél-Kensington negyedében, míg a Bedford San Franciscóban a Union Square-en. Ian Schrager 1984-ben nyitotta meg első butikszállodáját New Yorkban a Murray Hillen Morgans Hotel néven, amit a francia Andrée Putnam tervezett.

## Jellemzői
- 1. Építészet és kivitelezés:
  - Stílus, megkülönböztetés, melegség és bizalom a kulcs a butikhotelek építészetében és kivitelezésében, amelyek vonzerőt nyújtanak azoknak a vendégeknek, akiknek a speciális és különleges ingatlanok képesek kitölteni az egyéni szükségleteiket.
  - A butikhotelek többsége szobánként különböző témát mutat be, minden elszállásolást egyedivé tesznek még a visszatérő vendégek számára is. New Yorkban például a Library Hotel minden vendégszobája különböző témát dolgoz fel a romantikától a zenéig. Sok szálloda tulajdonosa újraéleszti régi szállodáját és butikhotelként újrapozicionálja.
- 2. Szolgáltatások:
  - A legtöbb butikhotel meglepően ragaszkodik ahhoz, hogy a butikhotelek ne rendelkezzenek több mint 150 szobával.
  - Abban bíznak, hogy ami megkülönbözteti a butikhoteleket a szabványos hotelektől az a kapcsolat a szálló vendégek élményei és a szállodai alkalmazottak között.
  - A legtöbb ilyen szállodában elvárás, hogy a szálloda alkalmazottai nevükön szólítsák a vendégeket, ezt az élményt egyértelműen nehezebb elérni egy nagyobb hotelben.
- 3. Elhelyezkedés:
  - A butikhotelek jól megközelíthető helyen találhatóak.
- 4. Városi butikhotelek:
  - A modern stílus, és a 21. század sugallata, ami néha történelmi és művészeti témákkal keveredve, divatos hatást kelt, megtalálható a legsikeresebb városi butikhotelekben. A technológia is szerves részét képezi a butikszállodáknak, hiszen ez az, ami közelebb hozza a vendégeket, magával a szállodával, a fények és zene által és ez az, ami biztosítja a kényelmet a szobákban, például DVD lejátszókkal, LCD televíziókkal vagy éppen vezeték nélküli internettel.
  - A szórakoztatás is rendkívül fontos szereppel bír, hiszen ez kelt élő és divatos érzetet a vendégekben. Persze a szórakoztatás nem korlátozódik élőzenére és különböző előadásokra, a butikhotelek önmagukban jelentik a szórakoztatást: divatos étterem és bár, kivételes témák, látványos dekoráció.